# Черикчи-бий
Чери́кчи-бий (кирг. Черикчи бий, кит. трад. 切里克奇, пиньинь Qiè lǐ kè qí); начало XVIII, Ферганская долина — 1785, Иссык-Кульская котловина) — киргизский государственный и политический деятель, дипломат. Временный правитель правого крыла с 1758 по 1760 годы, крупный феодал (манап) из племени сарыбагыш, внук Маматкул-бия.

## Биография
Был сыном крупного киргизского феодала — Темир-бия, который вел свою политическую деятельность в Ферганской долине. Упоминается в рапорте полковника Павлуцкого от 2 июня 1747 года, в котором сообщалось, что «киргизы, они же и буруты; жительство имеют в городе Андижане, в растоянни от Урги (ставка джунгарского хана) в западную сиорону, например, ходу месяц». Согласно сведениям из рапорта, Черикчи-бий был лично назначен Галдан-Цереном наместником Андижана. Позже участвовал в отвоевании киргизами земель северной Киргизии от джунгарского владычества. В 1758 году возглавил киргизское посольство в Пекине.
В 1758—1760 годах участвовал в политической жизни Синьцзяня. В 1760 году разбил цинские войска в пределах Ат-Баши, которые хотели провести «проверку» киргизских кочевий. В 1762 году готовил свои войска для вторжения в Фергану, однако совместный поход южных и северных киргизов на Коканд так и не состоялся.